# Division 1 i volleyboll för damer
Division 1 i volleyboll för damer är de näst högsta volleybollserierna på damsidan i Sverige sedan 2015. Nivån består av två serier: division 1 norra och division 1 södra.
Lag avancerar till elitserien genom kval till elitserien. I detta får de två sist placerade lagen från elitserien samt högst fyra lag från division 1 (högst två per enskild serie, d.v.s. norra resp. södra) delta. Det lag som hamnar sist i respektive serie flyttas ner till division 2. Det lag som hamnar näst sist deltar i kval till division 1.

Fram till sommaren 2015 var den näst högsta serien Superettan under hösten och Allsvenskan under våren. 